# جيسيكا كانسيكو
جيسيكا كانسيكو (بالإنجليزية: Jessica Canseco) هي عارضة وكاتِبة أمريكية، ولدت في 4 ديسمبر 1972 في آشلاند في الولايات المتحدة.

## وصلات خارجية
- جيسيكا كانسيكو على موقع IMDb (الإنجليزية)